# Marché automobile français en 2023
Marché automobile français par année
- 2016
- 2017
- 2018
- 2019
- 2020
- 2021
- 2022
- 2023
- 2024

Le marché automobile français des voitures particulières en 2023 s'établit à 1 774 729 unités vendues.

## Évolution du marché français
Le marché automobile français présente une hausse de 16,1 % des ventes de voitures neuves par rapport à 2022, avec 1 774 729 voitures particulières et 379 208 utilitaires légers immatriculés.
(en milliers de véhicules neufs)

## Synthèse du marché 2023
- Les ventes de véhicules neufs augmentent de 16,1 % par rapport à 2022[3].
- Renault reprend la place de n°1 des ventes devant Peugeot avec 15,7 % de part de ventes contre 13,6 %.
- La  Renault Clio devance enfin la Peugeot 208 (2e)[4], qui a dominé le marché français en 2019, 2020, 2021 et 2022, avec une augmentation de 52 % de ses ventes[5]. La Dacia Sandero descend sur la troisième marche mais conserve la première place de voitures neuves vendues aux particuliers.
- La Tesla Model Y est la voiture électrique la plus vendue en 2023 en France avec 37 127 exemplaires immatriculés[6].
- La MG4 EV est la première voiture chinoise du marché et le 6e véhicule électrique le plus vendu.
- La Toyota Yaris Cross est la voiture la plus produite en France en 2023 avec 200 025 exemplaires construits[7].
- Le poids moyen des véhicules neufs est de 1 256 kg, soit 52 kg de plus que l'année précédente[8]. La masse varie de 1 093 kg en moyenne pour les essences à 1 825 kg pour les modèles électriques.

## Classements

### Classement par type d'énergie
| Énergie                     | Volume de ventes 2023 | Variation       | Part de marché |
| --------------------------- | --------------------- | --------------- | -------------- |
| Essence                     | 641 588               | en diminution   | 36,2 %         |
| Diesel                      | 171 737               | en diminution   | 9,7 %          |
| Hybride (Full Hybrid)       | 259 592               | en augmentation | 14,6 %         |
| Hybride (Mild Hybrid)       | 172 698               | en augmentation | 9,7 %          |
| Hybride rechargeable (PHEV) | 162 952               | en augmentation | 9,2 %          |
| Électricité                 | 298 522               | en augmentation | 16,8 %         |
| GPL                         |                       |                 |                |
| Superéthanol E85            |                       |                 |                |
| GNV                         |                       |                 |                |
| Hydrogène                   |                       |                 |                |

### Classement des modèles les plus vendus en France
| Rang 2023 | Rang 2022 | Modèle                         | Ventes | Part de marché |
| --------- | --------- | ------------------------------ | ------ | -------------- |
| 1re       | 3e        | Renault Clio                   | 97 471 | 5,5 %          |
| 2e        | 1re       | Peugeot 208                    | 86 263 | 4,9 %          |
| 3e        | 2e        | Dacia Sandero                  | 69 106 | 3,9 %          |
| 4e        | 4e        | Citroën C3                     | 59 603 | 3,4 %          |
| 5e        | 5e        | Peugeot 2008                   | 49 344 | 2,8 %          |
| 6e        | 6e        | Renault Captur                 | 47 569 | 2,7 %          |
| 7e        | 7e        | Peugeot 308                    | 45 564 | 2,6 %          |
| 8e        | 37e       | Tesla Model Y                  | 37 127 | 2,1 %          |
| 9e        | 9e        | Dacia Duster                   | 32 625 | 1,8 %          |
| 10e       | 12e       | Fiat 500                       | 31 973 | 1,8 %          |
| 11e       | 13e       | Toyota Yaris Cross             | 31 073 | 1,8 %          |
| 12e       | 8e        | Peugeot 3008                   | 30 370 | 1,7 %          |
| 13e       | -         | Renault Austral                | 29 894 | 1,7 %          |
| 14e       | 18e       | Dacia Spring                   | 29 761 | 1,7 %          |
| 15e       | 10e       | Renault Arkana                 | 29 607 | 1,7 %          |
| 16e       | 11e       | Toyota Yaris                   | 28 835 | 1,6 %          |
| 17e       | 19e       | Volkswagen Polo                | 26 117 | 1,5 %          |
| 18e       | 27e       | Dacia Jogger                   | 24 888 | 1,4 %          |
| 19e       | 23e       | Tesla Model 3                  | 24 539 | 1,4 %          |
| 20e       | 16e       | Ford Puma                      | 23 253 | 1,3 %          |
| 21e       | 22e       | Volkswagen T-Roc               | 21 364 | 1,2 %          |
| 22e       | 17e       | Citroën C3 Aircross            | 20 465 | 1,2 %          |
| 23e       | -         | MG4 EV                         | 20 072 | 1,1 %          |
| 24e       | 15e       | Citroën C5 Aircross            | 19 683 | 1,1 %          |
| 25e       | 28e       | Opel Corsa VI                  | 19 602 | 1,1 %          |
| 26e       | 21e       | Hyundai Tucson IV              | 18 594 | 1 %            |
| 27e       | 25e       | Mini IV                        | 18 577 | 1 %            |
| 28e       | 26e       | Renault Megane E-Tech Electric | 17 623 | 1 %            |
| 29e       | 14e       | Renault Twingo III             | 17 516 | 1 %            |
| 30e       | -         | Nissan Qashqai III             | 16 776 | 0,9 %          |
| 31e       | 24e       | Peugeot 5008                   | 16 490 | 0,9 %          |
| 32e       | 34e       | Volkswagen Golf                | 15 111 | 0,9 %          |
| 33e       | -         | Volkswagen Tiguan II           | 14 978 | 0,8 %          |
| 34e       | 36e       | Toyota C-HR                    | 13 602 | 0,8 %          |
| 35e       | 30e       | Kia Sportage                   | 13 407 | 0,9 %          |
| 36e       | -         | Ford Kuga                      | 13 173 | 0,7 %          |
| 37e       | 29e       | Citroën C4                     | 13 063 | 0,7 %          |
| 38e       | -         | Toyota Aygo X                  | 12 629 | 0,7 %          |
| 39e       | -         | BMW X1                         | 12 541 | 0,7 %          |
| 40e       | -         | Mercedes-Benz GLA              | 12 429 | 0,7 %          |

### Classement par marques
| Rang | Nom de la marque | Volume de ventes 2023 | Volume de ventes 2022 | Variation       | Part de marché |
| ---- | ---------------- | --------------------- | --------------------- | --------------- | -------------- |
| 1re  | Renault          | 277 914               | 236 405               | 17,56 %         | 15,66 %        |
| 2e   | Peugeot          | 241 512               | 245 608               | 1,67 %          | 13,61 %        |
| 3e   | Dacia            | 156 390               | 130 855               | 19,51 %         | 8,81 %         |
| 4e   | Citroën          | 125 932               | 129 883               | 3,04 %          | 7,1 %          |
| 5e   | Volkswagen       | 120 225               | 97 292                | 23,57 %         | 6,77 %         |
| 6e   | Toyota           | 107 950               | 100 268               | 7,66 %          | 6,08 %         |
| 7e   | Tesla            | 63 041                | 29 199                | 115,9 %         | 3,55 %         |
| 8e   | BMW              | 59 601                | 45 439                | 31,17 %         | 3,36 %         |
| 9e   | Mercedes-Benz    | 51 836                | 47 977                | 8,04 %          | 2,92 %         |
| 10e  | Ford             | 51 649                | 47 095                | 9,67 %          | 2,91 %         |
| 11e  | Audi             | 49 417                | 43 687                | 13,12 %         | 2,78 %         |
| 12e  | Hyundai          | 49 400                | 47 106                | 4,87 %          | 2,78 %         |
| 13e  | Kia              | 49 192                | 46 224                | 6,42 %          | 2,77 %         |
| 14e  | Opel             | 43 237                | 36 052                | 19,93 %         | 2,44 %         |
| 15e  | Fiat             | 40 336                | 36 508                | 10,49 %         | 2,27 %         |
| 16e  | Škoda            | 38 257                | 28 904                | 32,36 %         | 2,16 %         |
| 17e  | Nissan           | 36 450                | 27 169                | 34,16 %         | 2,05 %         |
| 18e  | MG               | 33 374                | 12 666                | 163,49 %        | 1,88 %         |
| 19e  | Mini             | 28 187                | 25 649                | 9,9 %           | 1,59 %         |
| 20e  | DS               | 23 372                | 20 959                | 11,51 %         | 1,32 %         |
| 21e  | Suzuki           | 21 866                | 14 750                | 48,24 %         | 1,23 %         |
| 22e  | Seat             | 17 880                | 13 684                | 30,66 %         | 1,01 %         |
| 23e  | Volvo            | 14 989                | 13 515                | 10,91 %         | 0,84 %         |
| 24e  | Cupra            | 14 945                | 7 555                 | 97,82 %         | 0,84 %         |
| 25e  | Mazda            | 10 095                | 7 040                 | 43,39 %         | 0,57 %         |
| 26e  | Jeep             | 7 452                 | 5 727                 | 30,12 %         | 0,42 %         |
| 27e  | Land Rover       | 6 918                 | 4 372                 | 58,23 %         | 0,39 %         |
| 28e  | Lexus            | 5 675                 | 3 256                 | 74,29 %         | 0,32 %         |
| 29e  | Honda            | 4 881                 | 5 438                 | 10,24 %         | 0,28 %         |
| 30e  | Alfa Romeo       | 3 909                 | 3 090                 | 26,5 %          | 0,22 %         |
| 31e  | Porsche          | 3 505                 | 3 857                 | 9,13 %          | 0,2 %          |
| 32e  | Lynk & Co        | 3 307                 | 3 098                 | 6,75 %          | 0,19 %         |
| 33e  | Alpine           | 2 693                 | 2 138                 | 25,96 %         | 0,15 %         |
| 34e  | Mitsubishi       | 2 665                 | 2 439                 | 9,27 %          | 0,15 %         |
| 35e  | Smart            | 2 024                 | 1 341                 | 50,93 %         | 0,11 %         |
| 36e  | Jaguar           | 1 008                 | 1 093                 | 7,78 %          | 0,06 %         |
| 37e  | Abarth           | 931                   |                       |                 | 0,05 %         |
| 38e  | BYD              | 520                   | -                     |                 | 0,03 %         |
| 39e  | Leapmotor        | 510                   | 2                     | 25 400 %        | 0,03 %         |
| 40e  | Ferrari          | 319                   | 289                   | 10,38 %         | 0,02 %         |
| 41e  | Seres            | 230                   | 321                   | 28,35 %         | 0,01 %         |
| 42e  | Maserati         | 187                   | 213                   | 12,21 %         | 0,01 %         |
| 43e  | Lotus            | 145                   | 16                    | 806,25 %        | 0,01 %         |
| 44e  | Lamborghini      | 124                   | 105                   | 18,1 %          | 0,01 %         |
| 45e  | Aiways           | 103                   | 200                   | 48,5 %          | 0,01 %         |
| 46e  | Aston Martin     | 93                    | 55                    | 69,09 %         | 0,01 %         |
| 47e  | Fisker           | 91                    | -                     | en augmentation | 0,01 %         |
| 48e  | Caterham         | 90                    | 79                    | 13,92 %         | 0,01 %         |
| 49e  | Bentley          | 65                    | 97                    | 32,99 %         | 0 %            |
| 50e  | Secma            | 58                    | 75                    | 22,67 %         | 0 %            |
| 51e  | Morgan           | 50                    | 51                    | 1,96 %          | 0 %            |
| 52e  | Subaru           | 37                    | 28                    | 32,14 %         | 0 %            |
| 53e  | McLaren          | 28                    | 8                     | 250 %           | 0 %            |
| 54e  | VinFast          | 10                    | -                     | en augmentation | 0 %            |
| 55e  | Chevrolet        | 6                     | 22                    | 72,73 %         | 0 %            |
| 56e  | Devalliet        | 5                     | 1                     | 400 %           | 0 %            |

#### Constitution des groupes automobiles en 2023
Stellantis :
- Peugeot
- Citroën
- DS Automobiles
- Opel
- Fiat
- Alfa Romeo
- Lancia
- Abarth
- Maserati
- Chrysler
- Jeep
- Dodge
- RAM

Groupe Renault :
- Renault
- Dacia
- Alpine
- Mobilize (50%)

Groupe Nissan :
- Nissan
- Infiniti
- Mitsubishi

Volkswagen AG :
- Audi
- Bentley
- Cupra
- Lamborghini
- Porsche
- Seat
- Škoda
- Volkswagen

Groupe Ford :
- Ford
- Lincoln

Geely Holding Group :
- Lotus
- Lynk & Co
- Smart (50 %)
- Volvo

General Motors :
- Cadillac
- Chevrolet
- Corvette
- GMC

Groupe Toyota :
- Toyota
- Lexus
- Daihatsu

Groupe BMW :
- BMW
- Mini
- Rolls-Royce

Daimler AG :
- Mercedes-Benz
- Smart (50 %)

Groupe Hyundai :
- Hyundai
- Kia

Groupe Tata :
- Tata Motors Limited
- Jaguar
- Land Rover